# CoronaVac
CoronaVac est un vaccin à virus inactivé contre la COVID-19 conçu par la société chinoise Sinovac Biotech.

## Description

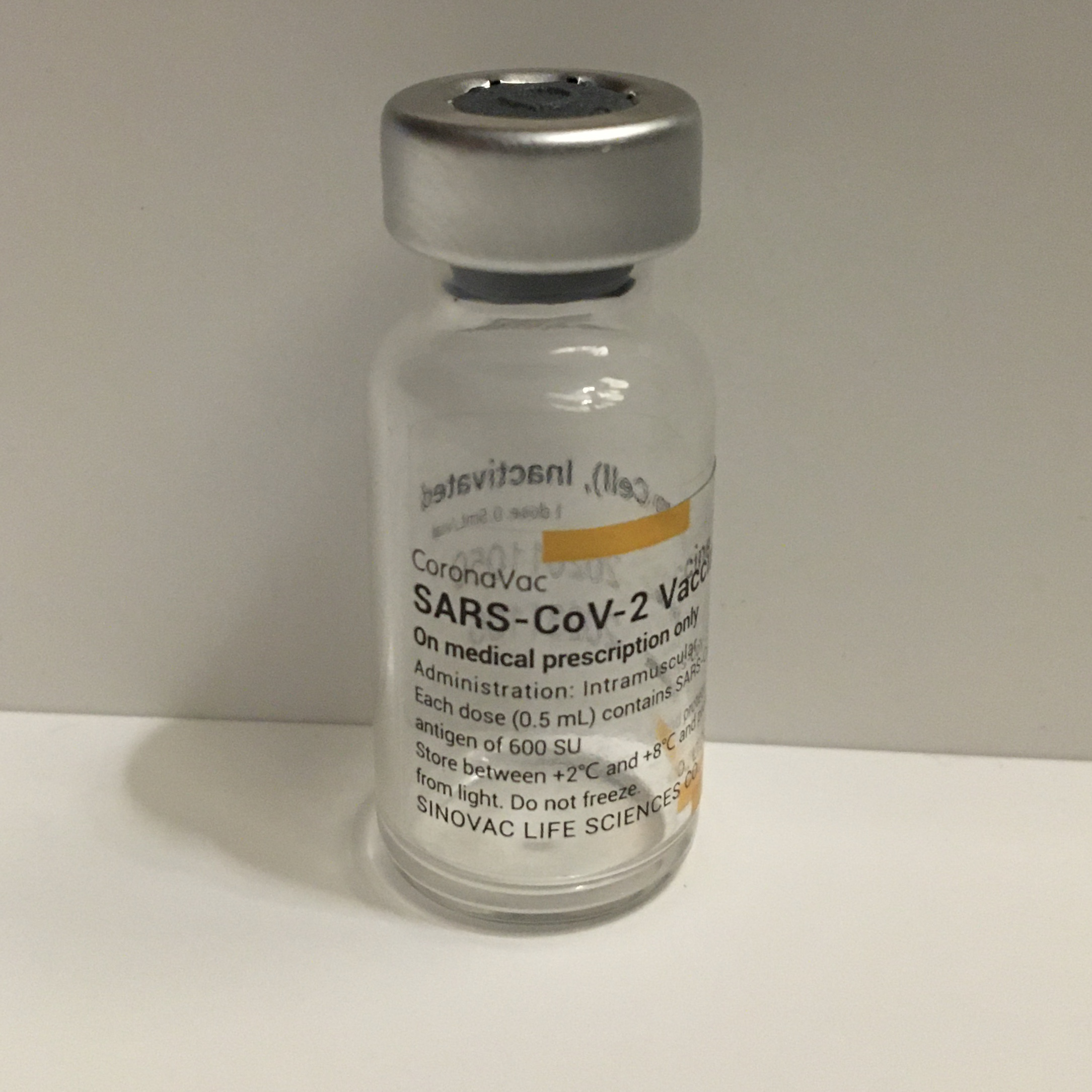
Bouteille vide de CoronaVac

Il utilise une technologie à virus inactivé - plus traditionnelle comparativement à d'autres vaccins développés pour lutter contre la pandémie de Covid-19 - semblable à celle du BBIBP-CorV (chinois) et du BBV152 (indien), deux autres vaccins à virus inactivé utilisés en phase III des essais cliniques.
Ce vaccin est certifié « halal » en Indonésie.

## Essais cliniques
Au milieu de l'année 2020, le vaccin est en phase III des essais cliniques au Brésil, au Chili, en Indonésie et en Turquie,.
Le 25 décembre 2020, les autorités sanitaires de la Turquie annoncent une efficacité de 91 % en se basant sur une analyse intermédiaire (en) des données des essais sur 29 patients parmi 7 371 volontaires,.
Le 7 janvier 2021, l'Institut Butantan brésilien annonce que le vaccin est efficace à 78 % pour les infections légères dans une étude portant sur 13 000 volontaires. À la suite d'essais cliniques réalisés au Brésil sur 12 500 volontaires travaillant dans le milieu hospitalier, en contact fréquent avec le virus donc, le vaccin montre « une efficacité globale de 50,38% » selon un communiqué de l'Institut Butantan publié le 12 janvier. Toujours selon l'institut, le vaccin remplit l'exigence d'une efficacité supérieure à 50 % exigée par l'OMS pour recevoir une homologation de cet organisme.
Le 10 avril 2021, Gao Fu, directeur du centre chinois de contrôle et de prévention des maladies, indique que les vaccins chinois  « n’ont pas des taux de protection très élevés ». Selon des chercheurs brésiliens, le vaccin de Sinovac ne dépasserait pas 50,4 % d'efficacité contre 97 % pour le vaccin Pfizer-BioNTech.
Selon une publication du 17 juillet 2021 dans the lancet, le CoronaVac a une efficacité de 83,5 % (IC de 95 % : 64,5-92,1 %) pour prévenir les formes symptomatiques de la maladie, et à 100 % pour prévenir les hospitalisations. Le vaccin a été bien toléré, avec la fatigue et des douleurs au site d'injection comme effets secondaires les plus fréquents.
Le 1er juin, l'OMS valide le CoronaVac pour une utilisation d’urgence. Le vaccin prévient les formes symptomatiques de la COVID-19 chez 51 % des sujets vaccinés et évite les formes graves et l’hospitalisation dans 100 % de la population étudiée.

## Vaccination
Le Brésil, qui a reçu 10,7 millions de doses au 13 janvier 2021, a commencé sa campagne de vaccination le 25 janvier.

## Campagne de désinformation menée par l'armée américaine aux Philippines
Au printemps 2020, l'armée américaine mène une campagne secrète pour contrer l'influence croissante de la Chine aux Philippines, en diffusant des messages anti-vaccins via des comptes fictifs sur les réseaux sociaux. Cette opération vise spécifiquement le vaccin chinois CoronaVac, et des publications émises sur les réseaux sociaux par les faux comptes américains mettent en doute la sécurité des masques, des tests et des vaccins chinois. Après s'être prolongée au début du mandat de Joe Biden, la campagne est interrompue en 2021 après une interdiction de l'administration Biden. Plusieurs experts de la santé américains et philippins condamnent cette campagne, soulignant son impact négatif sur la confiance publique en pleine pandémie,,.